# CRUSH (2NE1의 음반)
《CRUSH》는 대한민국의 음악 그룹 2NE1의 한국과 일본 두 번째 정규 음반이다. 온라인 음원은 2월 27일 자정에 공개되었고, 음반 발매는 3월 7일 (한국)과 6월 25일 (일본)이다. 앨범은 더블타이틀인 "Come Back Home"과 "너 아님 안돼"를 포함해 10개의 트랙으로 구성되어 있다. 이 앨범은 빌보드 월드 앨범 차트 연말 결산 11위의 기록을 세웠고, 빌보드 200에 61위로 데뷔하여 한국 가수 가운데 첫 100위권 내 진입과 동시에 최고 순위가수로 기록되었다.

## 평가
| 전문가 평가 | 전문가 평가 |
| 평가 점수   | 평가 점수   |
| 출처        | 점수        |
| ----------- | ----------- |
| 이즘        | [ 1 ]       |
| Kbeat       | [ 2 ]       |
| L.A.타임즈  | [ 3 ]       |
| 피치포크    | [ 4 ]       |

《이즘》의 전민석은 "소속사의 자신감과는 다르게 이번 투애니원의 앨범은 전작들보다 못하다. 작곡과 편곡이 허술하다. I Don't Care, Lonely처럼 쉽고 대중성 강한 멜로디를 뽑아내지 못했고, Go Away, 내가 제일 잘 나가 같이 필연성과 긴장감이 공존하는 비트를 찍어내지 못했다. 물론 아닌 노래들도 있지만 거의 그렇다"고 평가했다.
美 LA타임즈는 "2NE1은 '크러쉬'를 통해 K팝의 밝은 미래를 보여줬다"며 "이번 앨범은 각국의 대중 음악에 한 발자국 다가갔다"고 평했다. 또 "'크러쉬'가 미국 그리고 그 외 어디에서든 K팝을 안내하는 역할을 한다"고 말했다. LA타임스는 특히 앨범 수록곡 중 CL의 솔로곡으로 CL이 직접 작사에 참여한 ‘멘붕’을 베스트 트랙으로 꼽았으며 ‘HAPPY’는 퍼렐의 동명의 곡 만큼이나 인상적이라고 강조했다. 이어 타이틀곡 ‘컴백홈’은 애틀란타 트랩, 드럼 사운드와 팝 레게 기타음 등이 어우러져 담긴 크로스오버 장르로서 독특한 매력을 선보인다고 호평했다.
LA타임스는 “‘CRUSH’는 미국 그리고 그 이외 어디에서든 K-POP을 안내하는 역할을 한다”고 총평했다.
美 유명 음악웹진 피치포크는 한국가요로는 이례적으로 앨범 리뷰를 내놓았는데, 10점 만점에 7.3점을 기록했다.

## 트랙 리스트
| #            | 제목                                | 작사            | 작곡                  | 편곡              | 재생 시간 |
| ------------ | ----------------------------------- | --------------- | --------------------- | ----------------- | --------- |
| 1.           | 〈CRUSH〉                           | CL              | CL, CHOICE 37         | CHOICE 37         | 3:14      |
| 2.           | 〈Come Back Home〉                  | TEDDY           | TEDDY, PK, DEE.P      | TEDDY, PK, DEE.P  | 3:49      |
| 3.           | 〈너 아님 안돼〉                    | TEDDY, MASTA WU | TEDDY, PK             | PK                | 3:51      |
| 4.           | 〈살아 봤으면 해〉                  | CL              | CL, DEE.P             | DEE.P             | 3:30      |
| 5.           | 〈착한 여자〉                       | TEDDY, G-DRAGON | TEDDY, CHOICE 37      | CHOICE 37         | 3:40      |
| 6.           | 〈멘붕〉 (CL SOLO)                  | TEDDY, CL       | TEDDY                 | TEDDY             | 3:15      |
| 7.           | 〈Happy〉                           | TEDDY           | TEDDY                 | TEDDY             | 3:36      |
| 8.           | 〈Scream〉                          | CL              | TEDDY, DEE.P          | DEE.P             | 3:39      |
| 9.           | 〈Baby I Miss You〉                 | CL              | CL, CHOICE 37, Peejay | CHOICE 37, Peejay | 3:12      |
| 10.          | 〈Come Back Home〉 (Unplugged Ver.) | TEDDY           | TEDDY, PK, DEE.P      | TEDDY, PK, DEE.P  | 3:13      |
| 총 재생 시간 | 총 재생 시간                        | 총 재생 시간    | 총 재생 시간          | 총 재생 시간      | 38:13     |

| #   | 제목                                | 재생 시간 |
| --- | ----------------------------------- | --------- |
| 1.  | 〈CRUSH〉                           | 0:47      |
| 2.  | 〈COME BACK HOME〉                  |           |
| 3.  | 〈GOTTA BE YOU〉                    |           |
| 4.  | 〈DO YOU LOVE ME〉                  |           |
| 5.  | 〈HAPPY〉                           |           |
| 6.  | 〈FALLING IN LOVE〉                 |           |
| 7.  | 〈I LOVE YOU〉                      |           |
| 8.  | 〈IF I WERE YOU〉                   |           |
| 9.  | 〈MISSING YOU〉                     |           |
| 10. | 〈COME BACK HOME (UNPLUGGED VER.)〉 |           |

## 차트
| 차트 (2014)                   | 최고 순위 |
| ----------------------------- | --------- |
| 대한민국 (가온 앨범 차트)     | 2         |
| 미국 (빌보드 200)             | 61        |
| 미국 (빌보드 월드 앨범)       | 2         |
| 미국 (빌보드 인디펜던트 앨범) | 9         |
| 일본 (오리콘)                 | 4         |

| 차트 (2014)               | 최고 순위 |
| ------------------------- | --------- |
| 대한민국 (가온 앨범 차트) | 33        |
| 미국 (빌보드 월드 앨범)   | 11        |

## 발매일
| 국가     | 날짜            | 포맷 | 에디션   | 레이블  |
| -------- | --------------- | ---- | -------- | ------- |
| 대한민국 | 2014년 2월 27일 | CD   | 한국어반 | KT 뮤직 |
| 일본     | 2014년 6월 25일 | CD   | 일본어반 | YGEX    |